# Isola di Santo Stefano
Santo Stefano è una piccola isola del Mar Tirreno, situata al largo della costa fra Lazio e Campania; fa geograficamente parte delle Isole ponziane, e amministrativamente del comune di Ventotene, in provincia di Latina. Come il resto dell'arcipelago, l'isola ha origine vulcanica; ha una forma circolare di meno di 500 metri di diametro, con un'estensione di circa 27 ettari. Nel periodo romano l'isola aveva diversi nomi, tra cui Partenope (dal greco Παρθενόπη), Palmosa, Dommo Stephane e Borca, e fu scarsamente abitata. Le scogliere ripide hanno sempre reso difficile l'approdo, possibile solo in quattro punti, da scegliere a seconda dei venti.
Attualmente l'isola è disabitata, ma è possibile visitarla tramite imbarcazioni locali. Si trova circa 2 chilometri ad est di Ventotene. L'unico edificio presente sull'isola è un carcere ("edificio circolare") con 99 celle, fatto costruire nel periodo borbonico (circa 1794–95) da Ferdinando IV ed in uso fino al 1965.
Tra il 18 ed il 19 settembre 2023 un vasto incendio ha devastato l'isola, innescato da una mongolfiera lanciata da Ventotene in occasione dei festeggiamenti per santa Candida.

## Il carcere
Nell'ottobre del 1860 una violenta rivolta, resa possibile dall'abbandono dell'isola da parte delle truppe borboniche accorse a Capua sottoposta all'assedio che avrebbe sancito la fine del Regno delle Due Sicilie, sfociò nell'autoproclamazione della Repubblica di Santo Stefano da parte dei detenuti camorristi più noti. La comunità si diede uno statuto e si mantenne in vita autonomamente fino al gennaio del 1861, quando un contingente della Marina del Regno di Sardegna sbarcò sull'isola e ripristinò l'ordine e la detenzione dei reclusi.
I detenuti più celebri del penitenziario, tra la metà Ottocento e gli inizi del Novecento, furono lo scrittore Luigi Settembrini, il politico e patriota Silvio Spaventa, il brigante Carmine Crocco, gli anarchici Gaetano Bresci e Giuseppe Mariani; dal ventennio fascista in poi, il futuro Presidente della repubblica Sandro Pertini, il futuro Presidente dell'Assemblea Costituente Umberto Terracini, il futuro senatore del Partito Comunista Italiano Mauro Scoccimarro e i banditi Sante Pollastri, Ezio Barbieri e Benito Lucidi, l'unico a riuscire ad evadere, nel 1960. Altri antifascisti erano confinati sull'isola di Ventotene, ma non furono mai carcerati a Santo Stefano: Giuseppe Di Vittorio, Giorgio Amendola, Lelio Basso, Altiero Spinelli ed Ernesto Rossi. Proprio a questi ultimi due si deve la redazione del cosiddetto Manifesto di Ventotene che nel 1941, in pieno conflitto mondiale, chiedeva l'unione dei paesi europei e costituirà, negli anni successivi, il riferimento ideale cui guarderanno in molti per il processo di integrazione continentale.
Il carcere fu chiuso il 2 settembre del 1965 in base al decreto legge del 1958 che riformava il sistema carcerario italiano sentenziando la chiusura dei carceri inutilmente duri.
Nel 1981, su iniziativa dell'allora ministro della Difesa Lelio Lagorio, sopra il portone di accesso alla fortezza è stata apposta una grande lapide in marmo candido del Monte Altissimo (Alpi Apuane) per ricordare i patrioti dell'Ottocento e i prigionieri dell'epoca fascista.
All'interno del penitenziario è stato girato il film L'urlo (1970) di Tinto Brass ed alcune sequenze di Ostia di Sergio Citti e di Sul mare di Alessandro D'Alatri.
Nei pressi del carcere vi è un piccolo cimitero all'aperto con le tombe ad inumazione di 47 reclusi morti nel carcere, tra il 1906 ed il 1962, tra cui quelle di due prigionieri di guerra libici della Guerra italo-turca.

## Galleria d'immagini

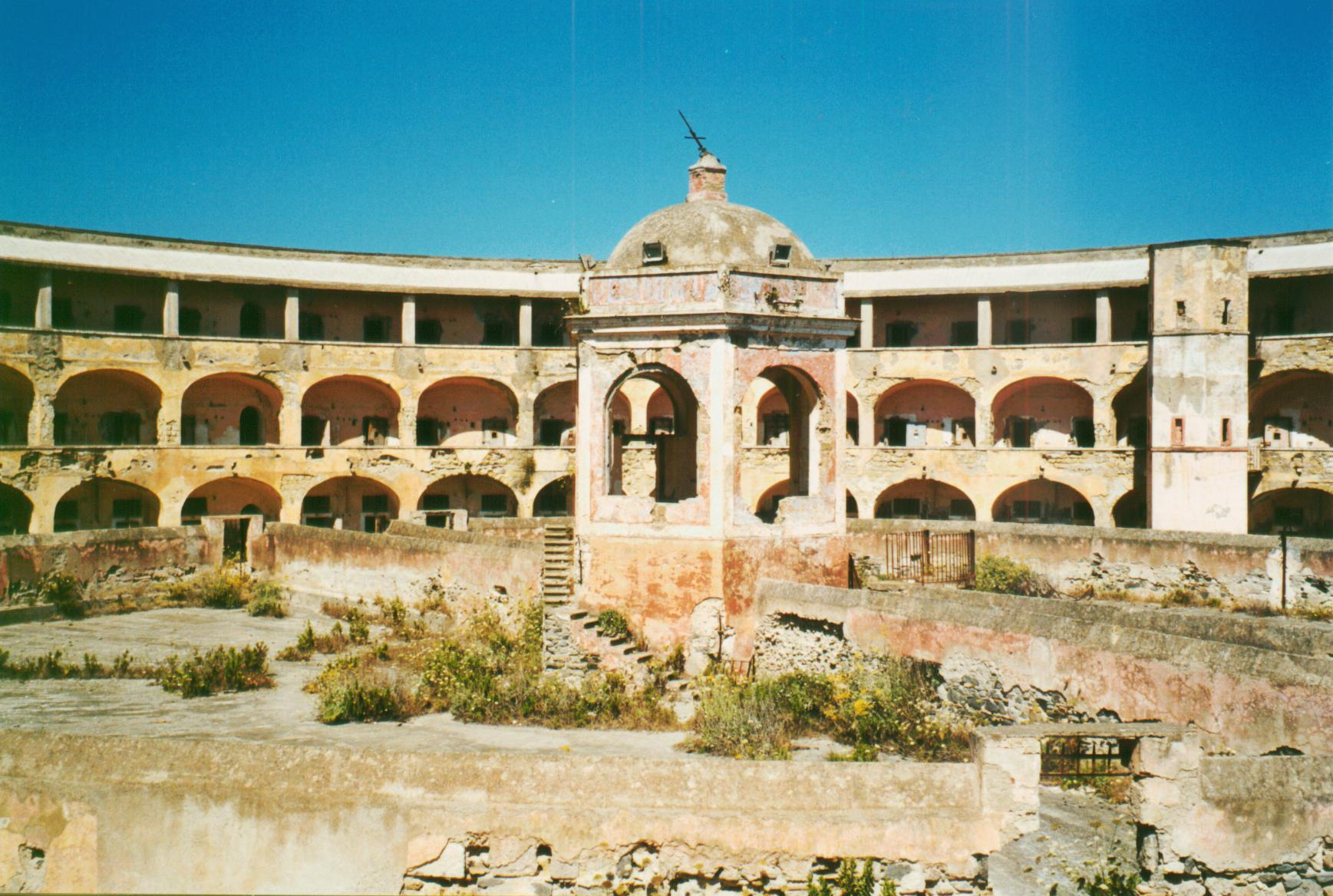
L'interno del carcere di Santo Stefano
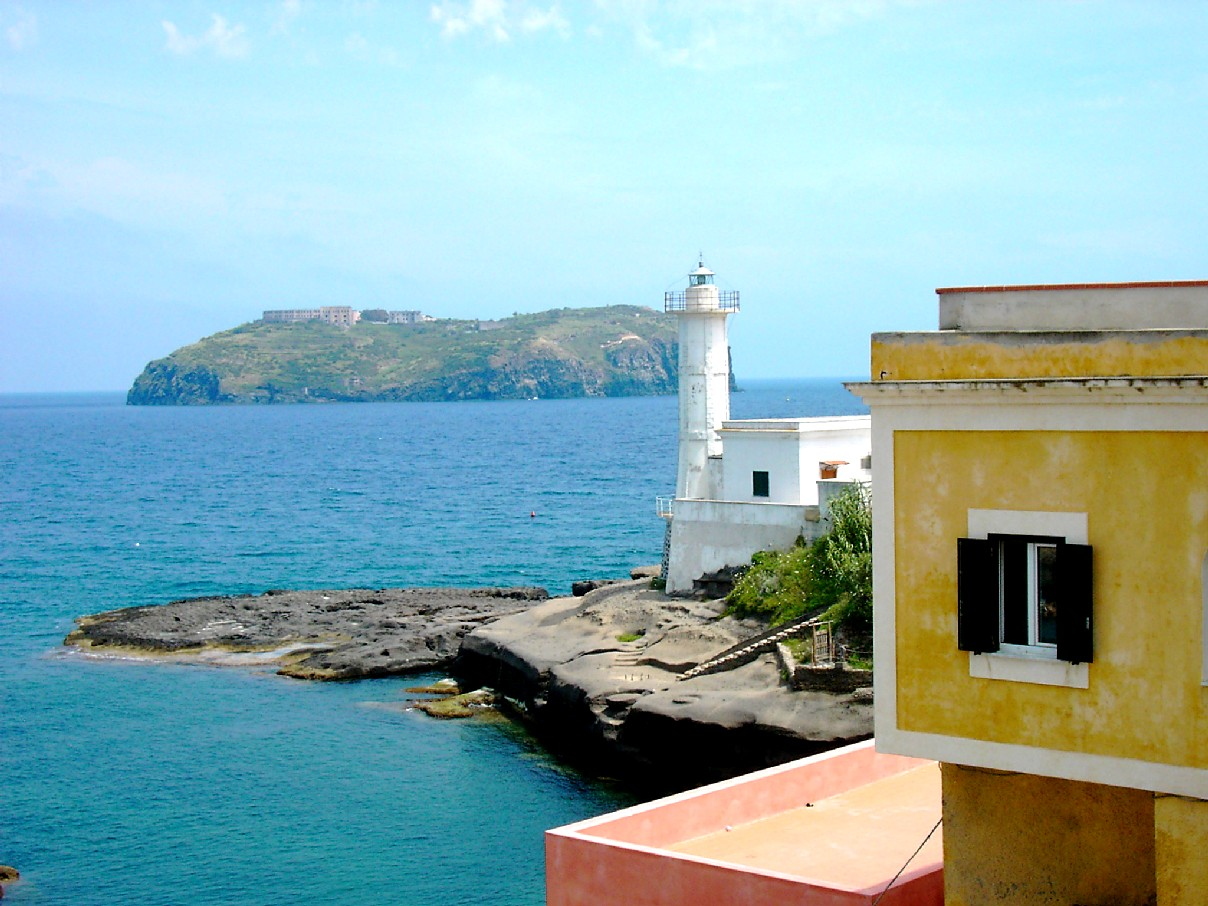
Santo Stefano e il faro di Ventotene